# Forma artística

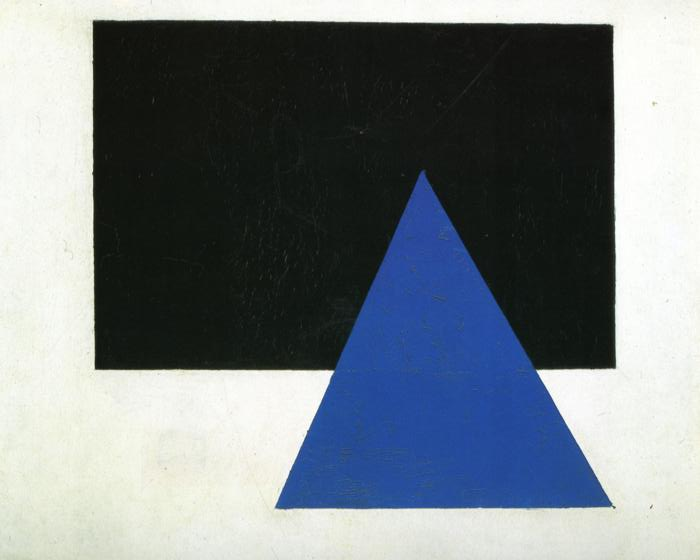
Composición suprematista con triángulo azul y rectángulo negro. Kazimir Malévich (1915).

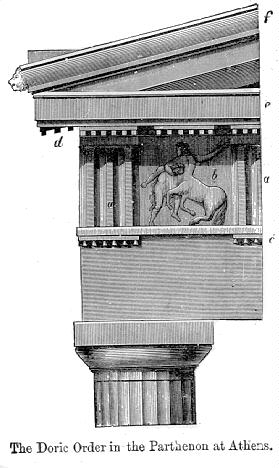
Detalle del Partenón de Atenas (Ictino, Calícrates y Fidias, 447-432 a. C.) en un grabado del.

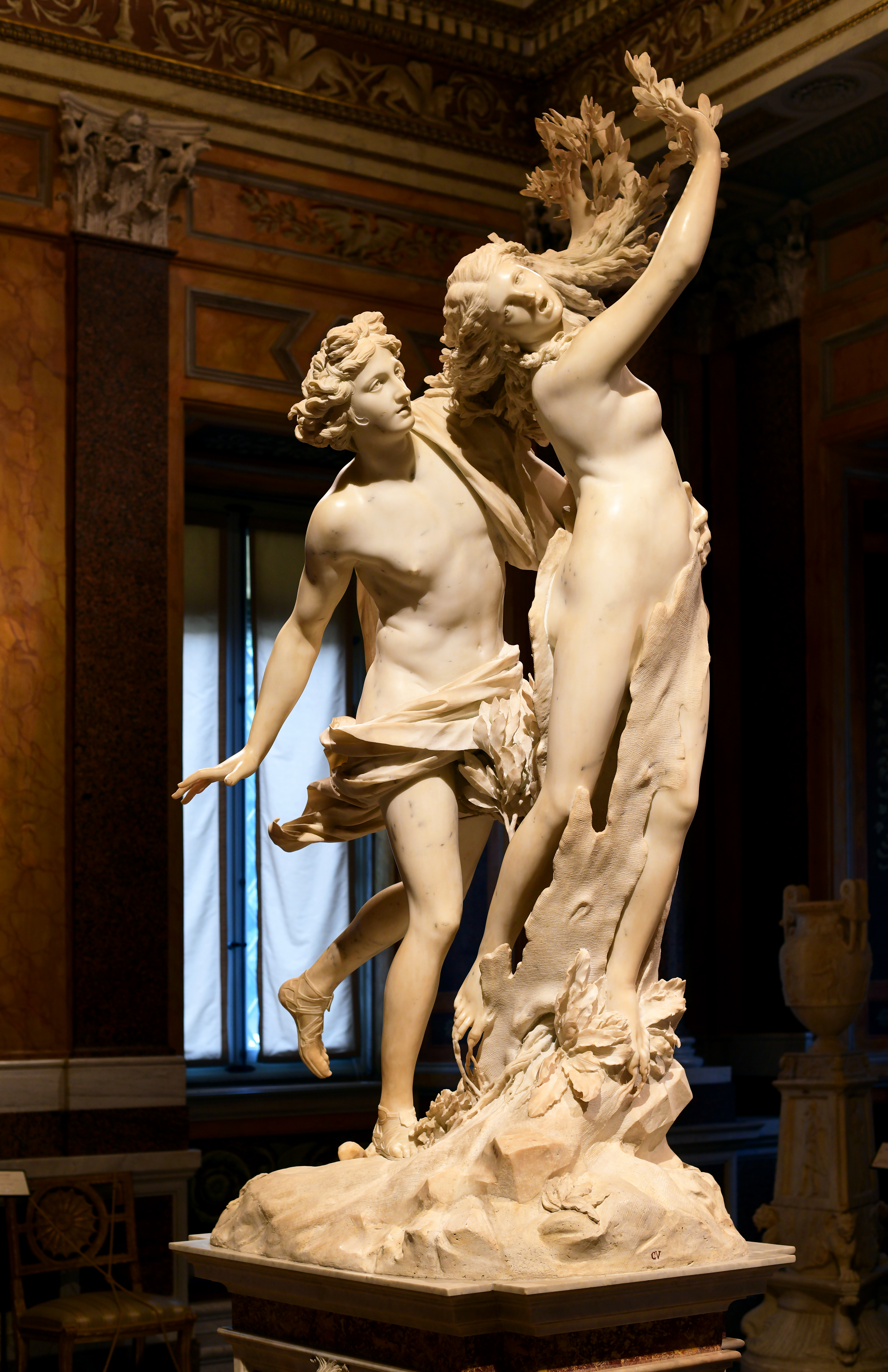
Apolo y Dafne, de Gian Lorenzo Bernini (1622-1625). Desarrolla la forma denominada serpentinata (que William Hogarth definió como "la curva de la belleza").

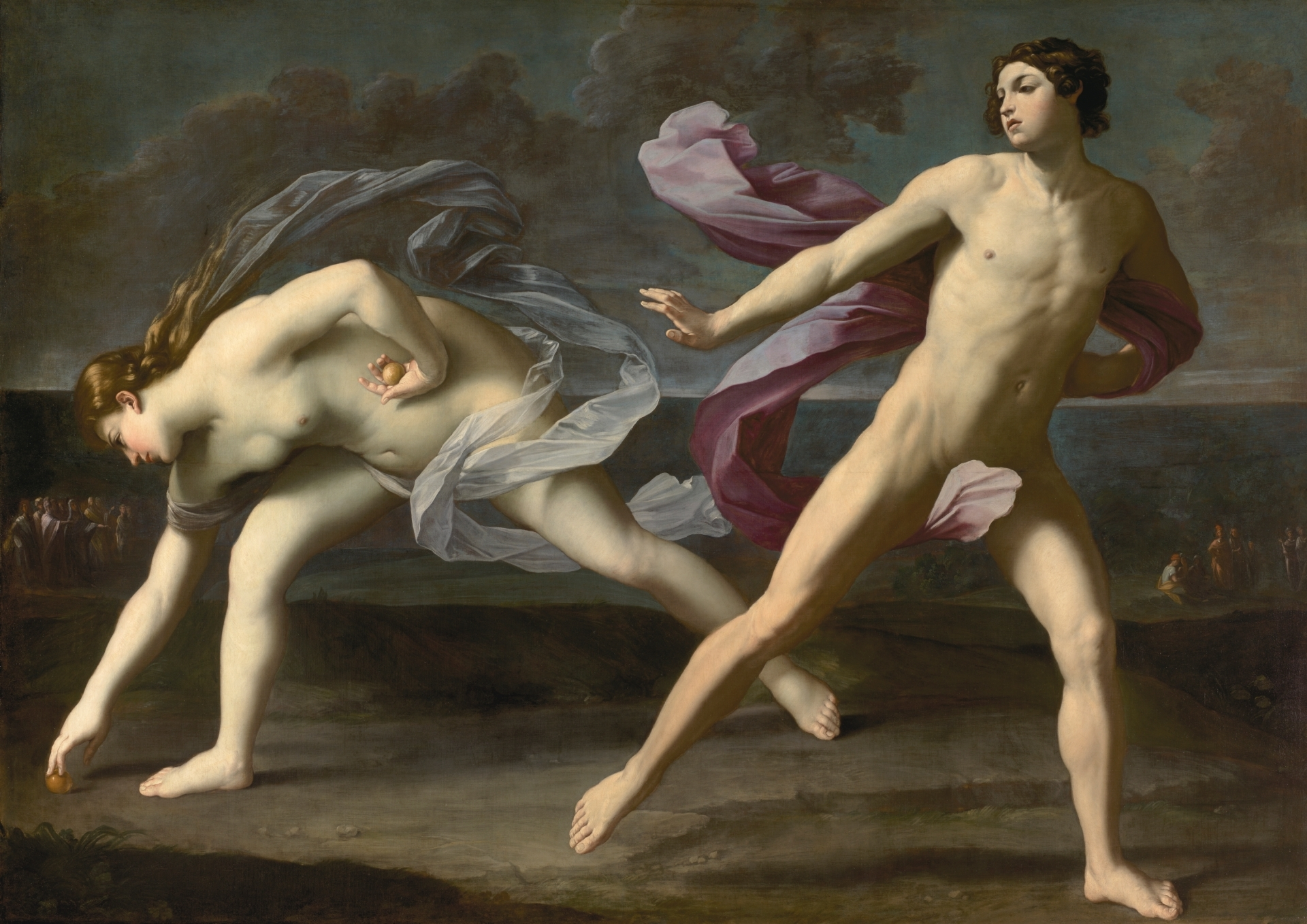
Atalanta e Hipómenes (Guido Reni, 1618-1619).

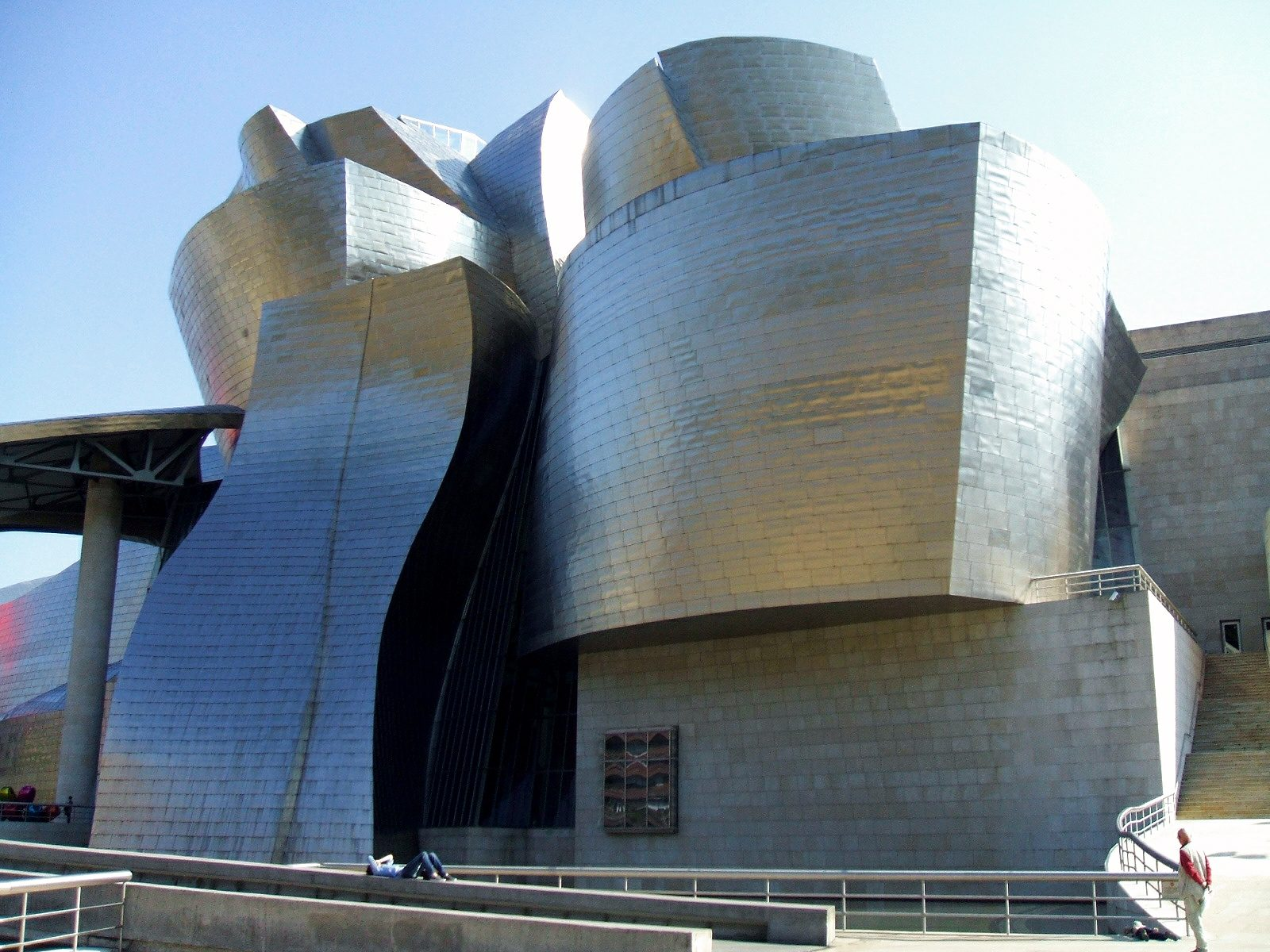
Guggenheim Bilbao (Frank Gehry, 1997).

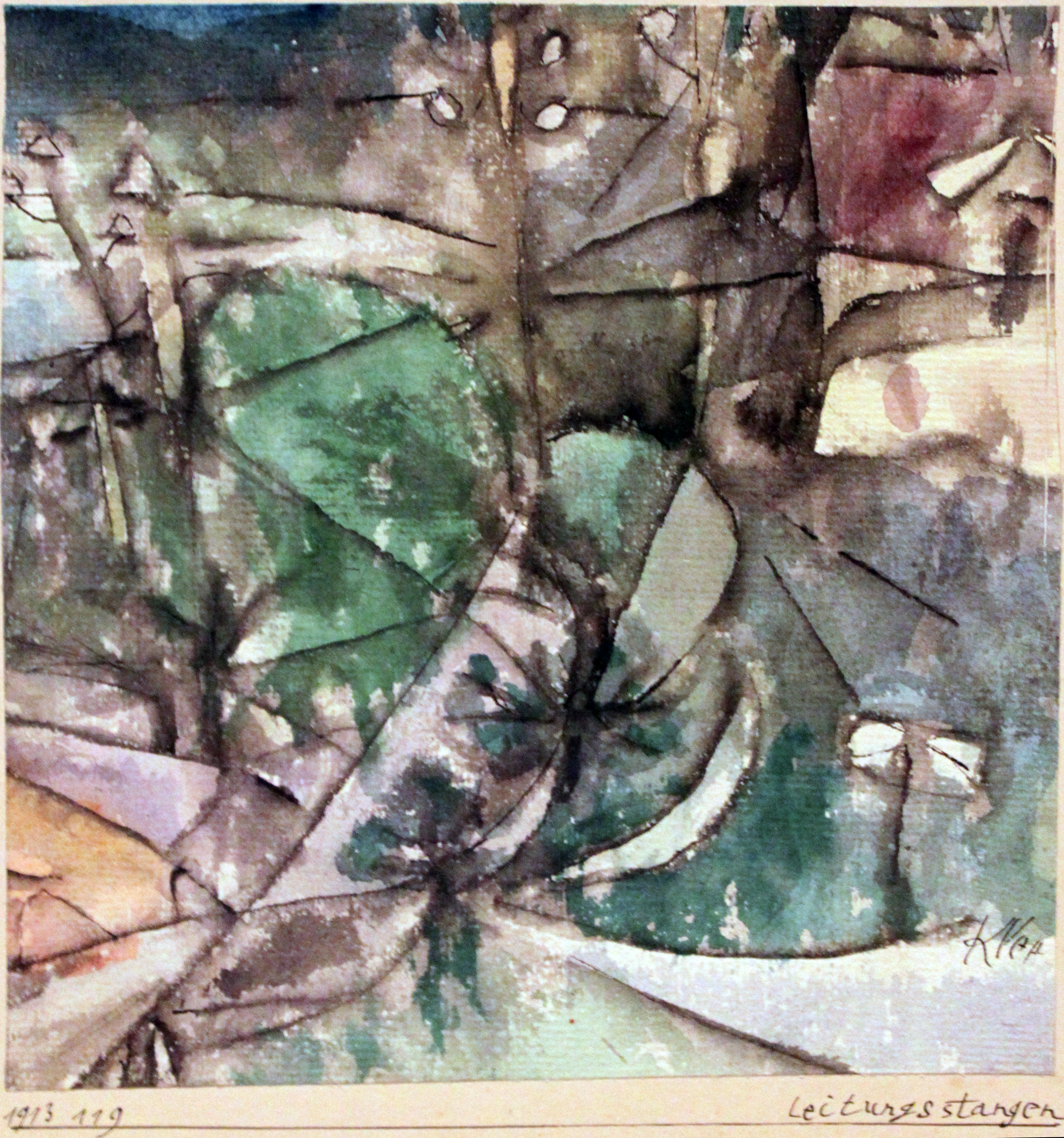
Leitungsstangen (Paul Klee, 1913).

La forma artística es cuando se organizan los elementos que constituyen una obra de arte, las "cualidades formales" de esta. Cada estilo artístico se caracteriza por formas artísticas particulares y distintivas.
Cada arte tiene su propia manera de construir sus formas, y cada género sus propias convenciones formales.
La percepción de la belleza de las formas (subjetiva) es parte fundamental del placer estético; mientras que el análisis formal (objetivo) es una parte esencial de la crítica de arte y del comentario de las obras de arte (en ámbitos profesionales y académicos).
El establecimiento de una correspondencia (o en su caso un contraste u oposición) entre forma y fondo (o forma y contenido, o forma e idea) es un punto crucial en el análisis.

Las auténticas obras de arte son aquellas donde contenido y forma se evidencian como absolutamente idénticos. ... El fin del arte es el de representar a los ojos y a la imaginación la identidad de la idea y de la forma.

La belleza de las formas es un aspecto particular del pensamiento platónico (teoría de las formas y de las ideas), que diferencia la belleza relativa de las cosas sensibles y la belleza absoluta de las formas geométricas (entre otras, de los denominados sólidos platónicos):

... yo intento ahora expresar por belleza de las formas no lo que el vulgo creería, la de los seres vivos o de algunas pinturas, sino que me refiero ... a la línea recta y al círculo y a las superficies y los sólidos que provienen de ellos con tornos, reglas y escuadras... Pues estas cosas no digo que son bellas en relación a algo, como otras, sino que siempre en sí mismas son bellas por naturaleza
Filebo 51b

Al contrario que en el idealismo platónico, Hegel reivindicaba la forma en función del fondo (o contenido, o idea), de modo que no los consideraba elementos heterogéneos de una obra de arte, ni veía posible la autonomía de uno respecto del otro.

## Literatura
La forma literaria se obtiene con la utilización de los elementos de este arte, que son los recursos literarios.

## Artes plásticas
Las artes plásticas (es decir, las "artes de la forma", aunque el concepto no es unívoco, véase también artes visuales y artes figurativas): pintura, escultura y arquitectura, utilizan la línea, el punto, la mancha, el color, el volumen, la textura, la luz y el espacio; y los coordinan en una determinada composición y en un determinado formato. 
La forma es lo primero que se percibe en una arte plástica, unas imágenes con un conjunto de formas. Las formas percibidas pueden ser figurativas o abstractas. La pintura figurativa se llama formalista y la abstracta informalista.
Propiamente, la pintura es el arte de las formas bidimensionales, la escultura el arte de las formas tridimensionales, y la arquitectura el arte de construir espacios delimitados y cubiertos por formas.

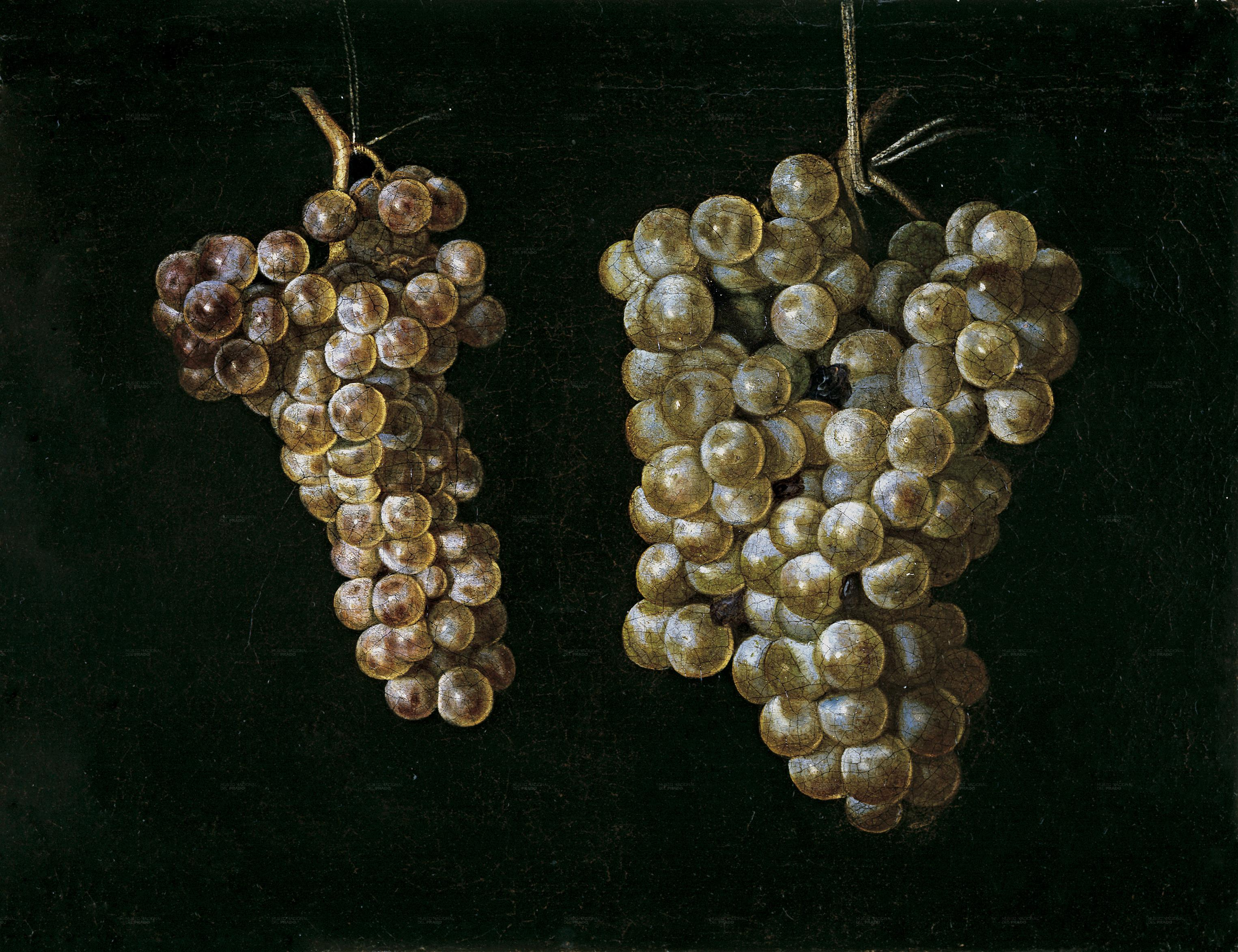
Bodegón con dos racimos de uvas, de Miguel de Pret (siglo XVII).
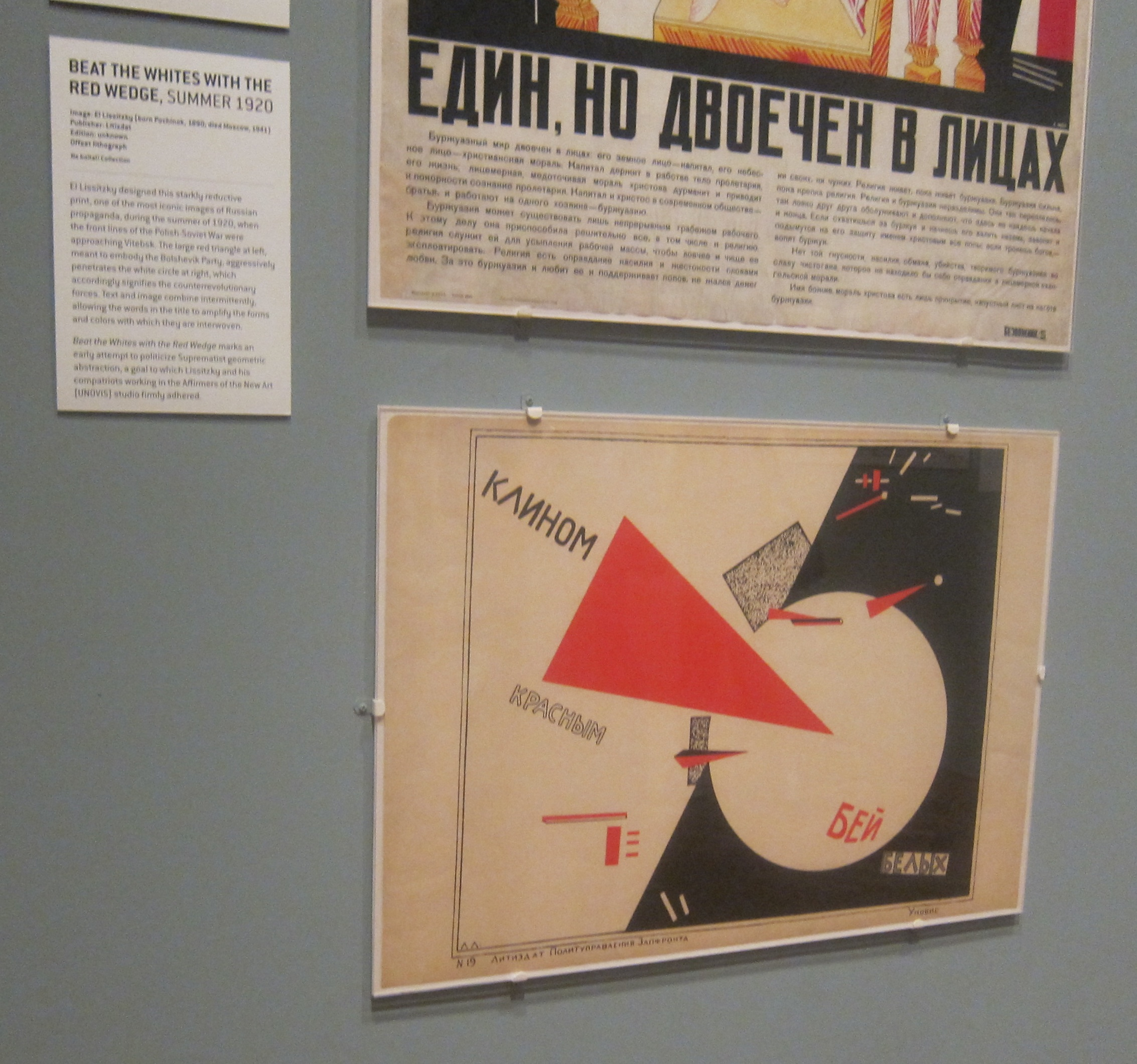
Vence a los blancos con la cuña roja, de El Lissitzky, 1919.
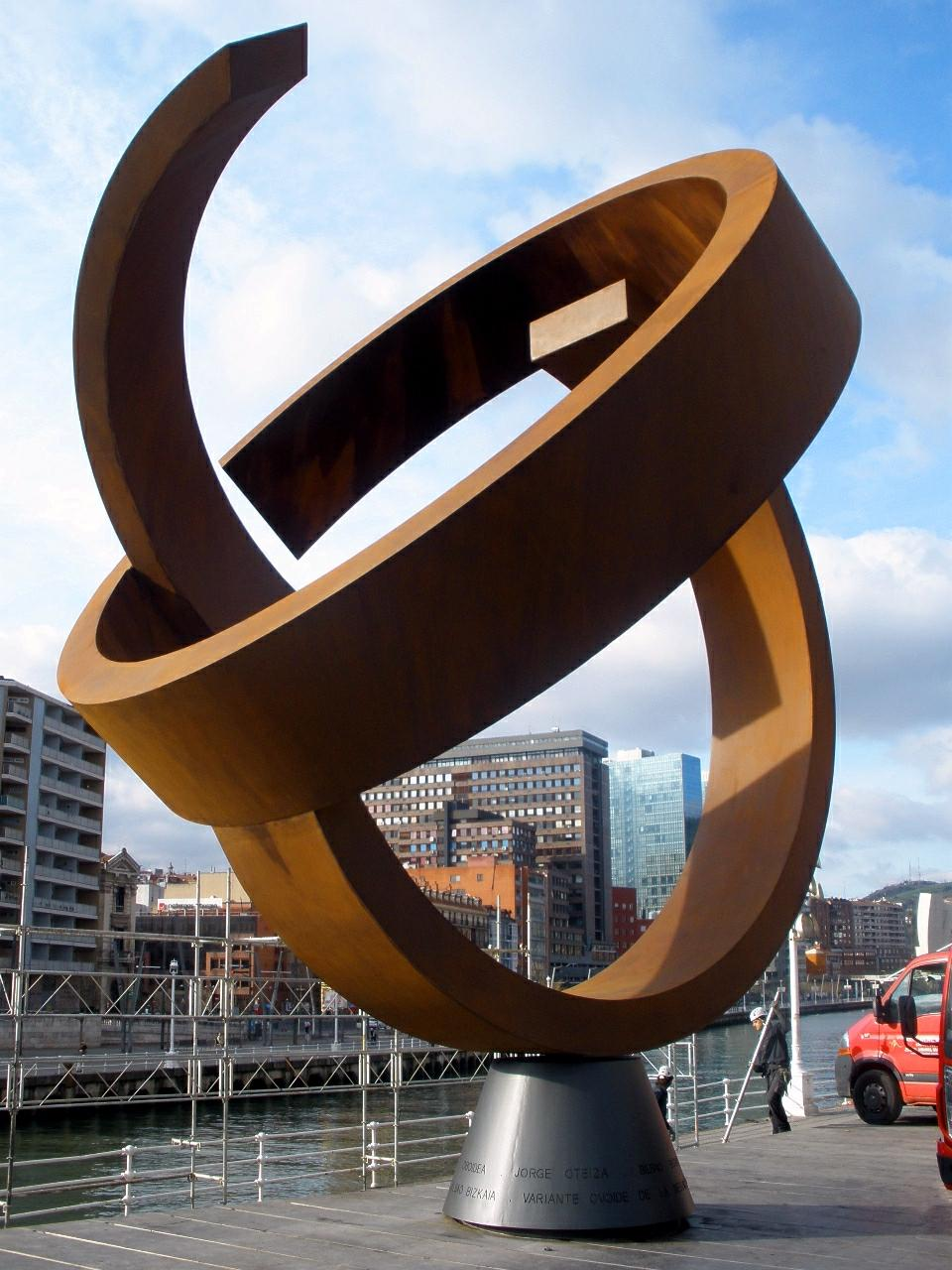
Variante Ovoide de la Desocupación de la Esfera, de Jorge Oteiza.

## Artes escénicas
- Primer movimiento (Allegro con brio) de la Quinta sinfonía de Beethoven (1804-1808).

Notación musical del comienzo de ese movimiento, uno de los pasajes musicales más famosos de la historia de la música, descrito tradicionalmente como "el destino que llama a la puerta".
Fouetté, paso de ballet.

Las artes escénicas tienen sus propias formas, construidas con sus propios elementos: en música los sonidos y silencios, agrupados en el tiempo mediante el ritmo, la melodía y la armonía (la expresión formas musicales es polisémica); en las que se centran en la expresión corporal (como la danza), las distintas actitudes, gestos, posturas, pasos, movimientos y relaciones entre los ejecutantes, etc.

### Música
Forma como manifestación externa de una idea musical sujeta a una estructura determinada como un canon, fuga, lied, preludio, sinfonía, sonata, suite,...